# モテット
モテット（英: 仏: motet、独: Motette、伊: mottetto、羅: motetus）は、声楽曲のジャンルのひとつ。一般的に、中世末期からルネサンス音楽にかけて成立・発達した、ミサ曲以外のポリフォニーによる宗教曲を指すが主に葬式に用いられ多くが臨時に書かれる単一楽曲。

## 概要
モテットという言葉自体は、歴史をさかのぼると13世紀以降に発展を始めた世俗のポリフォニー歌曲に行き着くが、音楽学者は便宜上、アルス・アンティカやアルス・ノーヴァの世俗ポリフォニーについてはラテン語を用いて「モテートゥス」とし、ルネサンス以降の教会ポリフォニーについては「モテット」としている。英語とフランス語は、綴りが同じだが、フランス語では「モテ」と読む。

## 語源
モテットの語源は、中世フランス語で“ことば”を意味する「モ mot 」という語に遡る。これは、アルス・アンティカのモテートゥスの特徴であるポリテクスト（各パートが異なる言語やテクストを併用する現象。例えば、テノール声部が文語のラテン語、それ以外のパートが世俗語である中世フランス語。あるいは、あるパートが宗教的内容を歌い、別のパートは恋愛指南や社会諷刺を歌う）のことを指している。この「モ」から創り出された中世ラテン語「モテクトゥム motectum 」が次第に崩れて、モテあるいはモテットという世俗語が生じた（古典ラテン語の動詞「モウェーレ movere 」［＝動かす］が語源で、パート間のポリフォニックな動きを指すとの解釈もある）。

## 発展
モテットは、ルネサンス時代にミサ通常式文以外の宗教曲全体を指すようになる。バロック時代になって、地域ごとや宗派ごとの微妙な分化が始まった。ドイツのプロテスタント教会では、コラールを利用したモテットが作られるようになり、シュッツやシャイン、ローゼンミュラーらがヴェネツィアから持ち帰った複合唱様式が採り入れられ、バッハもこのタイプのモテットを盛んに書いた。一方、フランスでは、室内アンサンブルや管弦楽伴奏を伴うグラン・モテ（大モテット）と、オルガン（と通奏低音楽器）のみを伴奏とするプチ・モテ（小モテット）が成立する。イングランドでは、アンセムやオードと呼ばれる類似したジャンルが成立した。ルター派教会でもラテン語によるモテットが作曲されることが間々あったのに対して、イングランドでは国教会の影響のもとに、典礼音楽にも英語の使用が徹底して推し進められ、それがジャンル名にも反映されることとなった。

### ルネサンス期のモテット作曲家
- アグリコラ
- イザーク
- オケゲム
- オブレヒト
- ゲレーロ
- コンペール
- ゴンベール
- ジョスカン
- タヴァーナー
- タリス
- ダンスタブル
- デュファイ
- ド＝ラ＝リュー
- バード
- パレストリーナ
- バンショワ
- ビクトリア
- ビュノワ
- フェヴァン
- ムートン
- モラーレス
- ラッスス

### バロック期ドイツ作曲家のモテット
- ハインリヒ・シュッツ
- ヨハン・ゼバスティアン・バッハの6曲のモテット

主に向かいて新しき歌を歌え Singet dem Herrn ein neues Lied (1726) BWV 225
聖霊はわれらが弱きを助けたもう Der Geist hilft unser Schwachheit auf (1729) BWV 226
イエス、わが喜び Jesu, meine Freude (?) BWV 227
恐れるなかれ、われ汝とともにあり Fürchte dich nicht (?) BWV 228
来ませ、イエス、来ませ Komm, Jesu, komm! (1730 ?) BWV 229
主を頌めまつれ、諸々の異邦人よ Lobet den Herrn alle Heiden (?) BWV 230

## バッハ以後のモテット
18世紀後半から啓蒙主義やロマン主義のあおりを受けて、しだいにキリスト教が衰退する中、モテットも次第に顧られなくなる。しかしながらそのような中でも、モーツァルトのアヴェ・ヴェルム・コルプスは有名かつ重要な作品となっている。その他フランク、ブルックナー、ブラームス、サン＝サーンス、フォーレ、スタンフォード、ヴォーン・ウィリアムズ、ディストラー、クレーネクなどがモテットを作曲している。近現代のイギリスやアメリカ合衆国の作曲家は、聖公会が部分的にカトリック典礼を復興するようになると、英語だけでなくラテン語のモテットの作曲にも取り組むようになった。